# Сорнева, Александра Алексеевна
Александра Алексеевна Сорнева (1858—1891) — русская писательница, драматург.

## Биография
Родилась в семье майора Житомирского пехотного полка, мать была из купеческой семьи. Сестра Анастасии Вербицкой. Первые годы жизни провела в Одессе с бабушкой, актрисой А. Н. Мочаловой, затем жила с родителями в Воронеже. Окончила Елизаветинский женский институт в Москве (1876).
В конце 1870-х вышла замуж за вяземского врача (в 1888—1891 годах избирался городским головой) Арсения Борисовича Сорнева, вдовца с двумя детьми. Её собственный сын умер в младенчестве. В 1882—1884 годах была председательницей дамского благотворительного комитета.
Любопытна история, связавшая деятельность Александры Сорневой со спасением Вяземской женской гимназии. Положение данной гимназии в 1879 году было довольно критическим, учебное заведение находилось на грани закрытия. 21 ноября состоялся музыкально — вокальный вечер в пользу Вяземской женской гимназии. Организовала его г-жа А. А. Сорнева, пригласившая в Вязьму московских артистов. Успех мероприятия был полный, сбор блестящий. Распорядительница вечера А. А. Сорнева пропела несколько романсов, прочитала «Грешницу» Толстого. Успешно выступили Н. А. Вербицкая, Г. Паевский, Савари. Состоявшийся концерт спас гимназию от закрытия.
В 1884 году зимой происходили благотворительные спектакли в пользу пожарного общества. В благотворительных мероприятиях принимали участие: А. А. Сорнева, А. И. Ечеистов, А. К. Почечуева, С. А. Зайцев, Н. М. Лютов. Благотворительные спектакли в пользу женской гимназии и приюта проходили в трактире Ковалева.
Страдала болезнью печени. После нескольких неудачных попыток самоубийства отравилась. Похоронена за оградой Воскресенского кладбища.
Стала прототипом главной героини повести Вербицкой «Горе идущим! Горе ушедшим...» (1908).

## Творчество
Сорнева — автор повести «Дошутилась», пьесы «Медный брак», драм «На расцвете», «Дурочка», «Житейской комедии», комедии «Современный патриарх». Член Общества русских драматических писателей и оперных композиторов (ОРДП). Перевела на французский язык «Грозу» А. Н. Островского (перевод не опубликован).
Современники отзывались о Сорневой как об очень образованной женщине. Основная тема её произведений — семейный конфликт. В своих произведениях Сорнева следует традиции русской «женской» беллетристики конца XIX в. Писала, по словам сестры, и в газету «Смоленский вестник» (публикации не найдены).